# Daffy Duck a Hollywood
Daffy Duck a Hollywood (Daffy Duck in Hollywood) è un film del 1938 diretto da Tex Avery. È un cortometraggio d'animazione della serie Merrie Melodies, uscito negli Stati Uniti il 12 dicembre 1938. Fu l'ultimo cartone con protagonista Daffy Duck diretto da Avery.

## Trama
Alla Meraviglia Pictures, il produttore I. M. Stupendous viene spesso disturbato da Daffy che gli chiede invano un ruolo da attore. Stupendous telefona al regista von Hamburger (una parodia di Josef von Sternberg) e gli ordina di finire il film a cui sta lavorando in giornata. Sul set, le riprese vengono ripetutamente funestate da Daffy che combina ogni sorta di marachella. Uscito dal set, Daffy arriva nella cineteca e inizia a montare insieme spezzoni di pellicola casuali. Hamburger porta a Stupendous il rullo del suo film, il quale viene però scambiato da Daffy con quello montato da lui. Stupendous e Hamburger si trasferiscono alla sala proiezioni per vedere il film, che inizia con alcune scene di Occidente in fiamme per poi diventare improvvisamente un cinegiornale il cui audio è scollegato dal video, con effetti umoristici. Nonostante il terrore di Hamburger, Stupendous è entusiasta del film, e il regista sviene. Di conseguenza, Daffy viene promosso a regista, e sul set si mette a imitare Hamburger. Quest'ultimo, ormai impazzito, replica uno degli scherzi precedenti di Daffy e saltella via urlando come il papero.

## Distribuzione

### Edizione italiana
La prima edizione italiana del corto, doppiata a Milano, fu realizzata per la distribuzione in VHS nel 1989. Nel 1996, per la trasmissione televisiva, il film fu ridoppiato dalla Angriservices Edizioni sotto la direzione di Renzo Stacchi. Non essendo stata registrata una colonna internazionale, in entrambi i casi fu sostituita la musica presente durante i dialoghi.

### Edizioni home video

#### VHS
America del Nord
- Daffy! (marzo 1988)
- The Golden Age of Looney Tunes Volume 9: Hooray for Hollywood (1992)

Italia
- Daffy Duck a Hollywood (settembre 1989)

#### Laserdisc
- Daffy! & Porky! (marzo 1988)
- The Golden Age of Looney Tunes (11 dicembre 1991)

#### DVD e Blu-ray Disc
Il corto fu pubblicato in DVD-Video in America del Nord nel secondo disco della raccolta Looney Tunes Golden Collection: Volume 3 (intitolato Hollywood Caricatures and Parodies) distribuita il 25 ottobre 2005. In seguito fu pubblicato, sempre in America del Nord, come extra nelle edizioni Blu-ray Disc di due film: Figlia del vento (uscito il 27 agosto 2019) e Cats Don't Dance (uscito il 26 settembre 2023).